# Richard Doyle (illustrateur)
Pour les articles homonymes, voir Richard Doyle et Doyle.

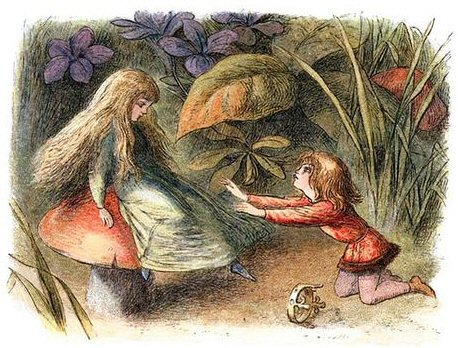
Illustration tirée de In Fairyland 1870

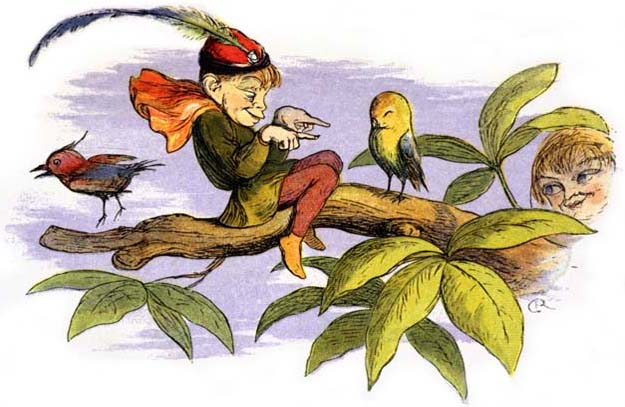
Poor little birdie

Richard Doyle (« Dickie »), né en septembre 1824, décédé le 11 décembre 1883, est un illustrateur britannique spécialisé dans la féerie, qui fut l'un des illustrateurs majeurs de l'époque victorienne. Son travail apparaît fréquemment, entre autres, dans le magazine Punch, il a créé la couverture du premier numéro, et conçu la couverture du magazine, un design qui a été utilisé pendant plus d'un siècle.

## Biographie
Né au 17 Cambridge Terrace, à Londres, il est l'un des sept enfants du dessinateur irlandais John Doyle (en) (connu comme « H.B »), un éminent caricaturiste politique. Deux de ses frères, Jacques et Charles, étaient aussi des artistes. Le jeune Doyle n'avait pas de formation artistique formelle autre que l'atelier de son père, mais dès un âge précoce, il fait preuve d'un talent pour représenter des scènes du fantastique et du grotesque. Tout au long de sa vie, il resta fasciné par les contes de fées. Il s'est joint au personnel de Punch en 1843, alors âgé de 19 ans, pour y rester pendant sept ans.
Doyle a collaboré avec John Leech, Stanfield et d'autres artistes pour illustrer les trois livres de Noël de Dickens.
En 1846, les illustrations de Doyle pour The Fairy Ring (une nouvelle traduction des contes de Grimm), l'a d'abord fait connaître comme illustrateur de contes de fées. Ensuite, en 1849, il a produit Fairy Tales from All Nations (Contes de fées de toutes les nations), compilé par Anthony R. Montalba (à savoir Anthony Whitehall), qui s'est révélé un énorme succès. Doyle a été en mesure d'exprimer pleinement son amour de la mythologie et des fées avec ses nombreuses illustrations remplies d'elfes, de lutins, et d'autres créatures mythiques.
Dans la foulée de ce succès, Doyle a illustré une série de titres Fantasy :The Enchanted Doll par Mark Lemon (1849), The Story of Jack and the Giants (1850), et The King of the Golden River de John Ruskin (1850), qui a connu trois éditions durant sa première année de publication.
Il a également écrit pour Punch une série d'articles intitulée « Manners and Customes of ye Englyshe ».
Son chef-d'œuvre est sans doute In Fairyland, a series of Pictures from the Elf World, avec un poème de William Allingham, imprimé par Edmund Evans et publié par Longman pour Noël 1869 (daté de 1870). Dans 16 planches en couleur et 36 d'illustrations en direct plus une page de titre, Doyle a laissé libre cours à sa créativité. Le folio était richement relié en toile verte, et a été décrit comme l'un des plus beaux exemples de la production du livre de l'époque victorienne.
Doyle a été généralement considéré comme étant un dessinateur brillant, mais peu fiable. Par exemple, il était constamment en retard pour rendre ses illustrations pour The Newcomes, et n'a tenu ses engagements que lorsque Thackeray l'a menacé de donner le travail à un autre artiste. Les excuses de Doyle étaient souvent ridicules, et le Dalziel Brothers a signalé qu'à une occasion, il a omis de respecter un délai parce qu'il n'avait « pas eu tous les crayons ». Cet amateurisme a entravé le succès de Doyle. Plusieurs livres qu'il avait été chargé d'illustrer ne semblent pas avoir été achevés parce qu'il n'avait pas l'application et la rigueur nécessaires, les travaux effectués sont souvent de qualité inégale.
Doyle a signé plusieurs de ses dessins avec la représentation d'un petit oiseau perché sur les initiales « RD », une référence à son surnom de « Dickie » (comme dans « oiseau Dickie »).
Il était l'oncle de Sir Arthur Conan Doyle, auteur des histoires de Sherlock Holmes

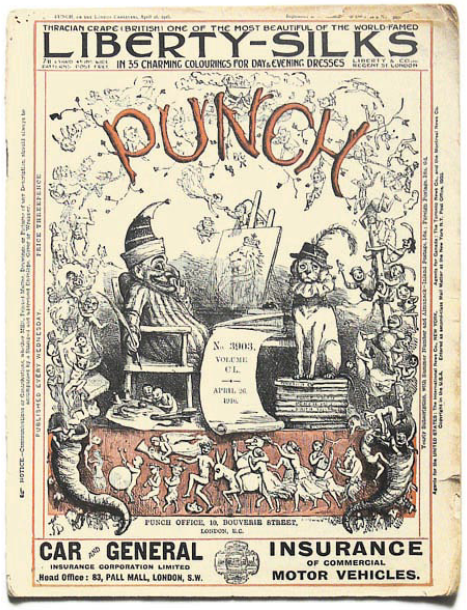
Couverture de Punch réalisée par Doyle et montrant son monogramme, le « dickie bird » perché sur les initiales 'RD'
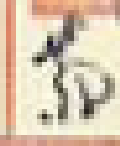
Détail sur le monogramme